# 遵义路街道
遵义路街道是中华人民共和国贵州省貴陽市南明区下辖的一个街道办事处。
2012年8月14日，贵阳市人民政府通知决定撤销49个街道办事处，设立90个社区服务中心。
2020年1月10日，贵阳市人民政府通知决定撤销社区服务中心，恢复设立街道办事处。

## 行政区划
遵义路街道下辖以下村级行政区划单位：
青云路社区、遵义街社区、解放路社区、解五社区、体育路社区、二七路社区、解放西路社区、南冲巷社区、八达巷社区、铁运巷社区、五眼桥社区。